# Ponte di Legno
Ponte di Legno is een gemeente in de Italiaanse provincie Brescia (regio Lombardije) en telt 1827 inwoners (31-12-2004). De oppervlakte bedraagt 100,5 km², de bevolkingsdichtheid is 18,60 inwoners per km².
De volgende frazioni maken deel uit van de gemeente: Poia, Zoanno, Precasaglio, Passo del Tonale, S.Apollonia, Pezzo.

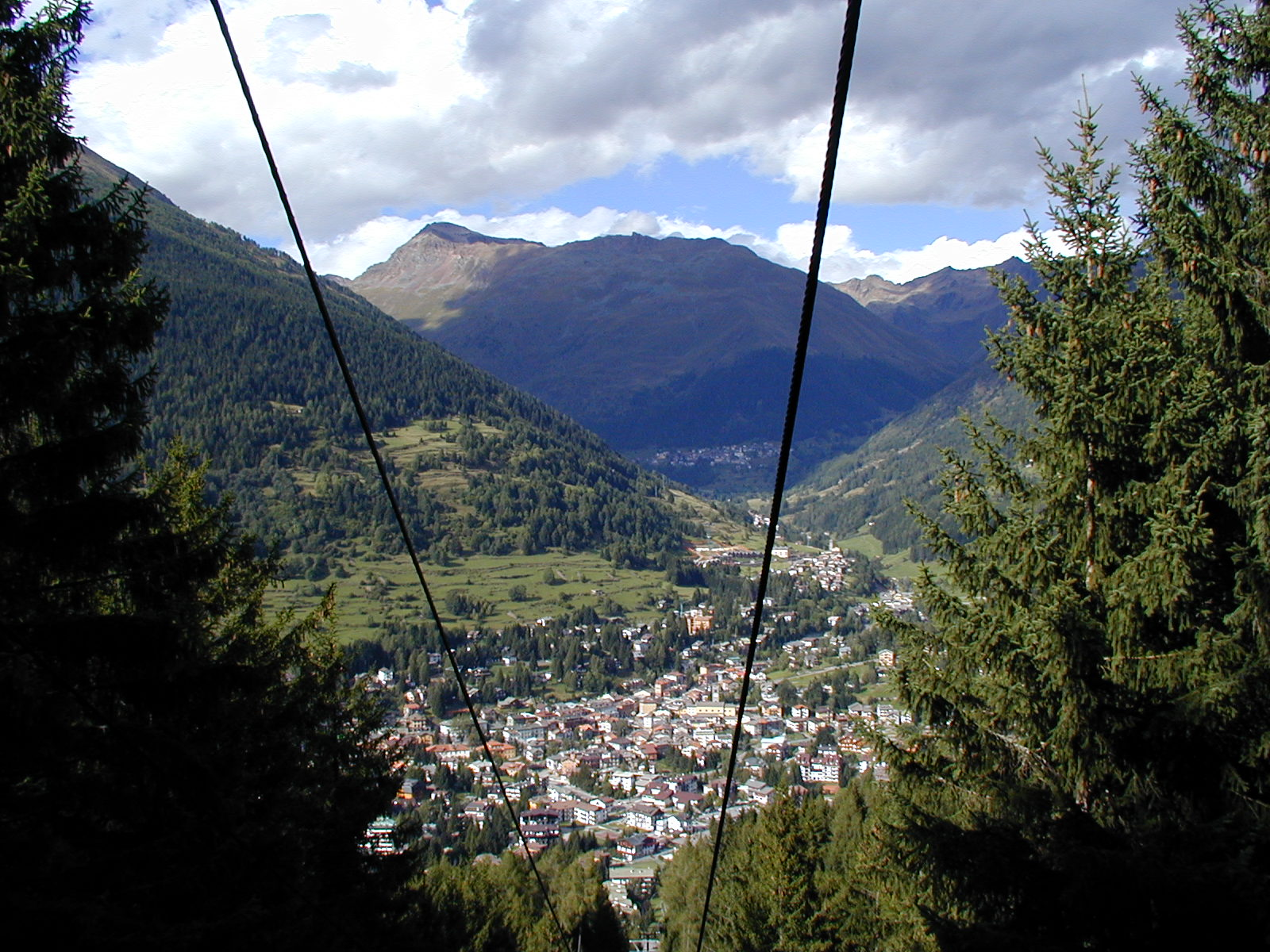
Ponte di Legno
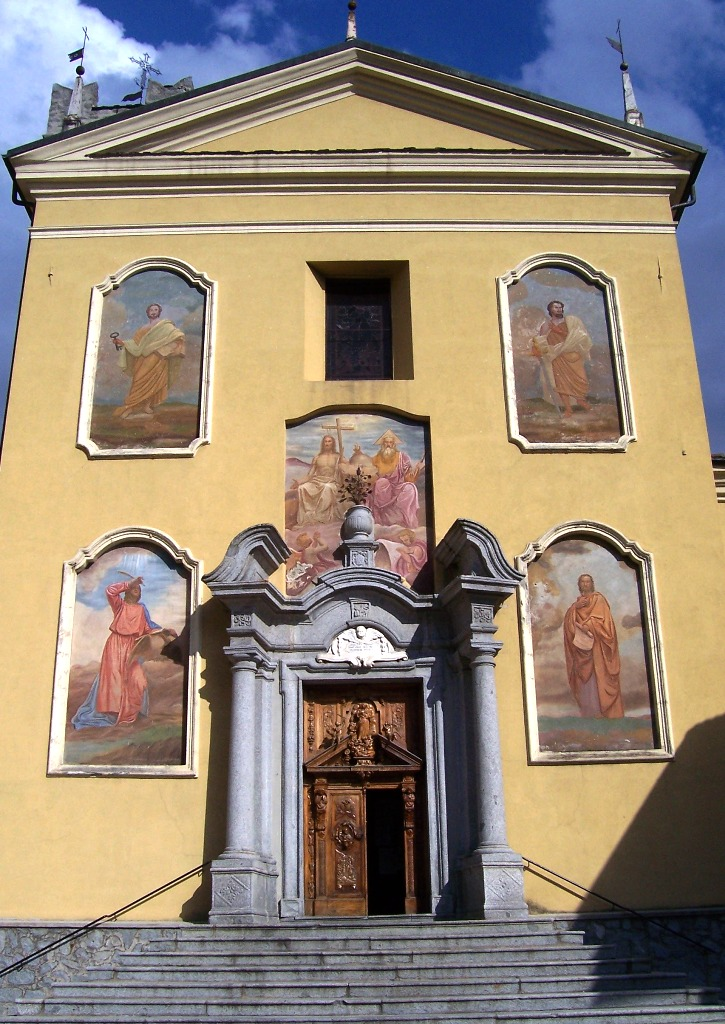
Kerk van Ponte di Legno
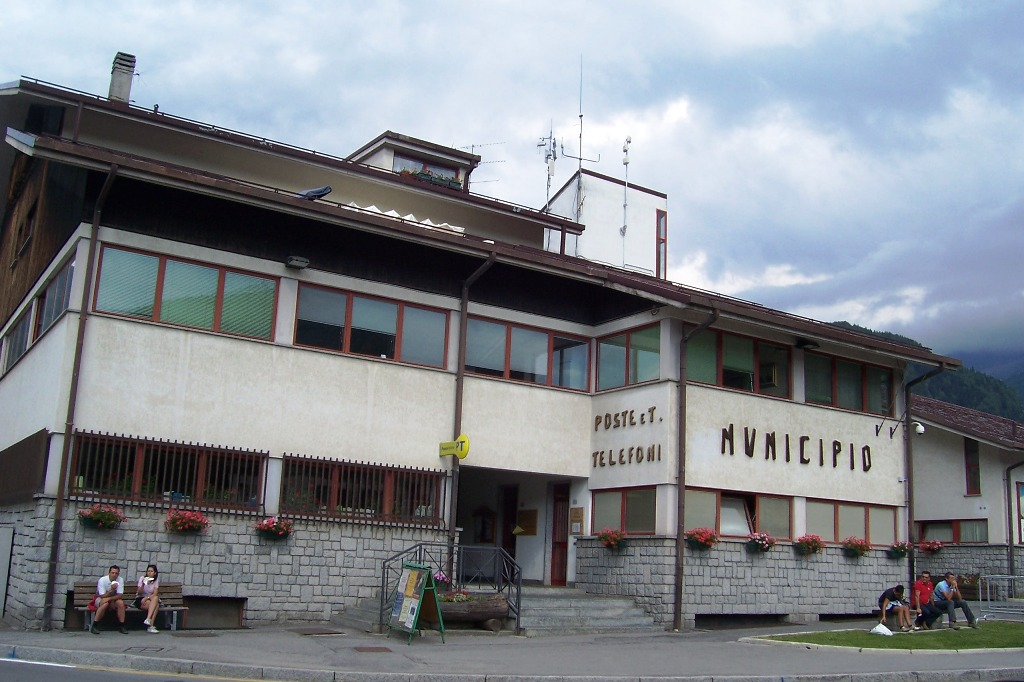
Gemeentehuis

## Demografie
Ponte di Legno telt ongeveer 791 huishoudens. Het aantal inwoners daalde in de periode 1991-2001 met 5,5% volgens cijfers uit de tienjaarlijkse volkstellingen van ISTAT.
| Jaar | Inwoneraantal |
| ---- | ------------- |
| 1991 | 1977          |
| 2001 | 1869          |

## Geografie
De gemeente ligt op ongeveer 1258 meter boven zeeniveau.
Ponte di Legno grenst aan de volgende gemeenten: Edolo, Peio (TN), Saviore dell'Adamello, Sondalo (SO), Spiazzo (TN), Temù, Valfurva (SO), Vermiglio (TN), Vezza d'Oglio, Vione.